# 神戸芸術センター
神戸芸術センター（こうべげいじゅつセンター）は、兵庫県神戸市中央区の新神戸にあるホール・劇場。ALSOK設立者の資産管理業務と不動産業を営む綜合商事（東京都、ALSOKの筆頭株主、代表村井敬）が所有する物件で事業主。株式会社日本芸術センターが運営管理する。

## 概要
2008年完成で、神戸の新しい芸術・文化の拠点と位置づけられている。新神戸駅から徒歩4分の位置で、近隣には新神戸オリエンタル劇場がある。同じ中央区内には、神戸国際会館こくさいホールや神戸文化ホールもある。なお兵庫県内には同様の施設として県の関係団体が運営する兵庫県立芸術文化センター（2005年、西宮市）がある。
ホール設置ピアノとしては、ベーゼンドルファー・モデル290、ブリュートナー、プレイエル、ベヒシュタイン、カール・ザウター・ピアノフォルテマヌファクトゥーアの5台が設置されている。一般的とされる、スタインウェイは設置されない。
地上37階建て。高層階はマンションになっている点では、新開地アートひろば（旧神戸アートビレッジセンター）と同じである。

## 施設
- 神戸芸術劇場（1100席、ベーゼンドルファー、ベヒシュタイン常設）
  - シューマンホール（126席、ザウター常設）
  - ショパンホール（132席、プレイエル常設）
  - プロコフィエフホール（132席ブリュートナー常設）
- 貸オフィス、ゴールドジム、ピーコックストア、医療モール　他
- 高級賃貸マンション

## 交通アクセス
- 新神戸駅〔山陽新幹線、神戸市営地下鉄西神・山手線・北神線〕 - 徒歩約5分[6]
- 「布引」バス停（神戸市バス2・18・90・92各号系統）- 乗車系統により、以下のようにバス停からの徒歩所要時間が異なる[7][8]
  - 2・18両号系統 - 下車後、東方向に徒歩約5分
  - 90・92両号系統 - 下車後、徒歩すぐ（目の前）